# Ptilinopus
Ptilinopus é um gênero de aves da família Columbidae.
As seguintes espécies são reconhecidas:
- Ptilinopus cinctus (Temminck, 1809)
- Ptilinopus alligator Collett, 1898
- Ptilinopus dohertyi Rothschild, 1896
- Ptilinopus porphyreus (Temminck, 1822)
- Ptilinopus marchei Oustalet, 1880
- Ptilinopus merrilli (McGregor, 1916)
- Ptilinopus occipitalis Gray, GR, 1844
- Ptilinopus fischeri Brüggemann, 1876
- Ptilinopus jambu (Gmelin, JF, 1789)
- Ptilinopus subgularis Meyer, AB & Wiglesworth, 1896
- Ptilinopus epius (Oberholser, 1918)
- Ptilinopus mangoliensis Rothschild, 1898
- Ptilinopus leclancheri (Bonaparte, 1855)
- Ptilinopus bernsteinii Schlegel, 1863
- Ptilinopus magnificus (Temminck, 1821)
- Ptilinopus perlatus (Temminck, 1835)
- Ptilinopus ornatus Schlegel, 1871
- Ptilinopus tannensis (Latham, 1790)
- Ptilinopus aurantiifrons Gray, GR, 1858
- Ptilinopus wallacii Gray, GR, 1858
- Ptilinopus superbus (Temminck, 1809)
- Ptilinopus perousii Peale, 1848
- Ptilinopus porphyraceus  (Temminck, 1821)
- Ptilinopus pelewensis Hartlaub & Finsch, 1868
- Ptilinopus rarotongensis Hartlaub & Finsch, 1871]
- Ptilinopus roseicapilla (Lesson, 1831)
- Ptilinopus regina Swainson, 1825
- Ptilinopus richardsii Ramsay, EP, 1882
- Ptilinopus purpuratus (Gmelin, JF, 1789)
- Ptilinopus chalcurus Gray, GR, 1860
- Ptilinopus coralensis Peale, 1848
- Ptilinopus greyi Bonaparte, 1857
- Ptilinopus huttoni Finsch, 1874
- Ptilinopus dupetithouarsii (Néboux, 1840)
- †Ptilinopus mercierii (Des Murs & Prévost, 1849)
- Ptilinopus insularis North, 1908
- Ptilinopus coronulatus Gray, GR, 1858
- Ptilinopus pulchellus (Temminck, 1835)
- Ptilinopus monacha (Temminck, 1824)
- Ptilinopus rivoli (Prévost, 1843)
- Ptilinopus solomonensis Gray, GR, 1870
- Ptilinopus viridis (Linnaeus, 1766)
- Ptilinopus eugeniae (Gould, 1856)
- Ptilinopus iozonus Gray, GR, 1858
- Ptilinopus insolitus Schlegel, 1863
- Ptilinopus hyogastrus (Temminck, 1824)
- Ptilinopus granulifrons Hartert, 1898
- Ptilinopus melanospilus (Salvadori, 1875)
- Ptilinopus nanus (Temminck, 1835)
- Ptilinopus arcanus Ripley & Rabor, 1955
- Ptilinopus victor (Gould, 1872)
- Ptilinopus luteovirens (Hombron & Jacquinot, 1841)
- Ptilinopus layardi Elliot, 1878